# 台橡
台橡股份有限公司（英語：TSRC Corporation）舊名為「台灣合成橡膠股份有限公司」，簡稱為台橡，由殷之浩於1973年11月22日創立，是臺灣第一家合成橡膠與橡膠應用材料的製造商，其產品範圍包括SBR苯乙烯丁二烯橡膠、BR順丁橡膠、TPR熱塑性橡膠、TPE熱塑性彈性體等。

## 關係企業
- 臺灣：
  - 總公司：臺灣臺北市敦化南路二段95號18樓
  - 高雄一廠：臺灣高雄市大社區興工路2號
  - 高雄二廠：臺灣高雄市岡山區本工一路39號
- 中国大陆：
  - 申華化學工業有限公司：中國江蘇省南通市經濟技術開發區申華路
  - 台橡（上海）實業有限公司：中國上海市松江區玉樹路1406號
  - 台橡（濟南）實業有限公司：中國山東省濟南市歷城區遙牆鎮臨港街666號
  - 台橡（南通）實業有限公司：中國江蘇省南通市經濟技術開發區通旺路22號
  - 台橡宇部（南通）化學工業有限公司：地址同上
- 美国：
  - Dexco Polymers LP
  - Dexco Polymers Operating Company LLC

## 公司沿革
- 1973年7月：成立於台灣台北市，而生產工廠則設於高雄縣大社石化工業區。
- 1977年2月：完成年產量100,000公噸的SBR工廠建廠及投產。
- 1982年6月：完成年產量40,000公噸的BR工廠建廠及投產。
- 1982年9月：股票正式上市。
- 1988年4月：年產20,000公噸TPE工場完成建廠，進料試車。
- 1994年1月：高雄廠通過ISO-9002品質認證。
- 1994年4月：擴增TPE第二生產線，使TPE年產量提升至54,000公噸。
- 1994年9月：BR工廠之年產量提升為51,000公噸。
- 1996年2月：獲得經濟部頒發第四屆「產業科技發展獎」。
- 1996年4月：在中國大陸投資九千二百萬美元興建年產量100,000公噸的SBR工廠計劃。
- 1997年1月：高雄廠通過ISO-9001品質認證。
- 1998年2月：高雄廠通過ISO-14001品質環境認證。
- 1998年8月：BR工廠之年產量擴展到55,000公噸。
- 1998年10月：轉投資成立申華化學工業有限公司。
- 1999年4月：參與投資台灣高速鐵路計劃。
- 1999年11月：更名為台橡股份有限公司，並重新設計企業識別標誌。
- 2000年8月：在德國合資設立Atlantic Polymers GmbH，將產品拓銷至歐洲市場。
- 2001年8月：轉投資成立台橡（上海）實業有限公司。
- 2006年9月：轉投資成立台橡（濟南）實業有限公司和台橡（南通）實業有限公司。
- 2006年12月：轉投資成立台橡宇部（南通）化學工業有限公司。
- 2007年11月：結束德國Atlantic Polymers GmbH。
- 2009年12月：獲得OHSAS 18001 & TOSHMS職業安全衛生管理系統認證。
- 2010年：12月24日以1.68億美元收購美國Dexco Polymers公司[4]。

## 工安事故與環境汙染
- 2006年12月29日：高雄廠之袋濾器（一種污染防制設備名稱）壓降數據記錄未依規定填寫，高雄縣（現併入高雄市）環保局依違反空氣污染防制法第24條第2項規定，爰依同法第57條規定罰鍰新台幣10萬元。
- 2007年4月25日：高雄廠設備元件之揮發性有機物洩漏濃度，其中一個元件洩漏濃度超過法定之10,001ppm，因違反空氣污染防制法，被高雄縣環保局處以新台幣10萬元罰鍰。
- 2008年11月26日：位於高雄縣大社石化工業區內的高雄一廠發生工人掉落攪拌槽內死亡的工安意外[5]。
- 2009年3月30日：高雄縣環保局抽測高雄廠設備元件之揮發性有機物洩漏濃度，其中一個元件洩漏濃度超過法定之10,001ppm，違反空氣污染防制法，遭處以新台幣10萬元罰鍰。

## 內部連結
- 合成橡膠

## 外部連結
- 台橡股份有限公司 （页面存档备份，存于）